# Sändebudet (Star Trek)
Sändebudet, eller Emissary, är en fiktiv figur i TV-serien Star Trek: Deep Space Nine och är den högsta religiösa figuren i religionen på Bajor efter Profeterna. Profetian säger att Sändebudet skulle hitta Himmelens Tempel och där skulle profeterna ge honom livet åter.
Detta skedde en kort tid efter att Federationen övertagit kontrollen över rymdstationen Deep Space 9 från  Cardassierna. Kommendörkapten Benjamin Sisko upptäckte tillsammans med Kapten Jadzia Dax ett stabilt maskhål. När de färdades genom det fick de veta att det var skapat av några kallade Profeterna. De utsåg  Sisko till sitt sändebud och hjälpte honom komma över sin förlust av sin fru Jennifer vid Slaget om Wolf 359. Således "Gav honom livet åter".